# استبدال الصمام الأبهري
استبدال الصمام الأبهري هو إجراء يُستبدَل به الصمام الأبهري الضعيف لمريض قلبي بصمام قلبي صنعي. وقد نحتاج لاستبدال الصمام الأبهري بسبب حدوث:
- تسريب عبر الصمام الأبهري (قصور الصمام الأبهري، ويُعرَف أيضًا بالقلس الأبهري).
- تضيق الصمام، وعدم انفتاحه بشكل كامل (تضيّق الصمام الأبهري).

تتضمن الوسائل الحالية لاستبدال الصمام الأبهري جراحة قلب مفتوحة، أو جراحة قلبية غازية بشكل أصغري، أو استبدال الصمام الأبهري عن طريق القثطرة.

## تاريخيًا
في أواخر أربعينيات، وأوائل خمسينيات القرن العشرين كان هناك بعض النجاح في الطرق الجراحية الأولى التي استُخدمت لعلاج التضيق الأبهري، كانت المحاولات الأولى بضع الصمام (قطع الصمام أثناء نبضان القلب)، طور كل من هوفناجل وهارفي وآخرون  كرة صمامية بديلة توضع في الأبهر الصدري النازل (صمام مُغاير التوضع أو مُنتبَذ) لعلاج التضيق الأبهري، لكن كان له اختلاطات كارثية، لاحقًا بعد اكتشاف المجازة القلبية الرئوية، وُضعت الكرة الصمامية البديلة بمكانها الأفضل (في نفس المكان الذي يتوضع فيه الصمام الأبهري). كان الجيل الأول من الصمامات البديلة متينًا، لكنه احتاج إلى كمية كبيرة من مضادات التخثر، وكانت الديناميكا الدموية القلبية بحالة متوسطة، خلال أواسط خمسينيات القرن العشرين طوّر بانسون ومساعديه بديل على شكل وريقة صمامية واحدة. في أوائل عام 1960 استخدم روس وبارات الطعوم الخيفية (طعم من فرد ينتمي لنفس النوع)، وأدخل بينيت الصمامات البديلة النسيجية في عام 1965، لكنها كانت تتنكس بسرعة بسبب عدم حفظ الأنسجة بشكل كاف، ونجحت كاربنتير في حل هذه المشكلة عن طريق إدخال الصمامات الخنزيرية المحفوظة بالغلوتار ألدهيد.

## التشريح وعلم وظائف الأعضاء والفيزيزلوجيا المرضية
يأخذ الصمام الأبهري شكل نصف القمر، وحوي ثلاث شرفات، ويفصل بين القلب والشريان الأبهري، وتشكّل كل شرفة عند اتصالها مع جدار الشريان جيب، هو جيب فالسالفا، وينشأ شريانان من الشرايين الإكليلية من هذه الجيوب، وتُسمى كل شرفة منها باسم الشريان الذي نشأ منها، ينفتح الصمام الأبهري أثناء انقباض العضلة القلبية، والقوة الدافعة لذلك هو الفرق في الضغط بين البطين الأيسر والشريان الأبهري. وينغلق الصمام أثناء انبساط القلب (أي عندما تصبح الأجواف القلبية أكبر).
أشيع سبب لتضيق الأبهر هو تكلس الشرفات، وتشمل الأسباب الأخرى الصمام ثنائي الشرف (يوجد عند بعض المرضى شرفتان فقط بدلًا من ثلاث شرف)، وتضيق الأبهر الروماتزمي (نادر حاليًا في الغرب)، وسيؤدي الانسداد على مستوى الصمام الأبهري إلى ارتفاع الضغط داخل البطين الأيسر للقلب، مما سيؤدي في النهاية إلى ضخامة، وخلل وظيفي في البطين الأيسر.
أفضل إجراء تشخيصي هو تخطيط صدى القلب (الإيكو)، لكن قد توجّه صور الأشعة السينية، وتخطيط القلب إلى وجود تضيق أبهري.
للقلس الأبهري من ناحية أخرى العديد من الأسباب، مثل تنكّس الشُرَف، والتهاب الشغاف، والصمام الأبهري ثنائي الشُرف، وتوسع جذر الأبهر، والرضوح، وأمراض النسيج الضام، مثل متلازمة مارفان، أو متلازمة إهلر دانلوس، التي تؤدي إلى انغلاق الصمام بشكل كامل أثناء الانبساط، وبذلك سيعود الدم من الشريان الأبهري إلى البطين الأيسر، سينتهي القلس الأبهري الحاد (الذي ينتج عن التهاب شغاف، أو تسلّخ أبهر) بحدوث وذمة رئة؛ بسبب الزيادة الحادة في ضغط البطين الأيسر، الذي لن يجد الوقت الكافي للتكيف مع القلس، بعكس القلس المزمن الذي يعطي القلب وقتًا كافيًا لتغيير شكله، وتضخّمه، ولذلك آثار كارثية على القلب. والفحص بالموجات فوق الصوتية (الإيكو) هنا هو أفضل استقصاء تشخيصي، سواء كان الإيكو صدري، أو عبر المري.

## مؤشرات الجراحة

### تضيق الصمام الأبهري
يعالَج تضيق الصمام الأبهري باستبداله من أجل تجنب الذبحة الصدرية، أو الإغماء، أو قصور القلب الاحتقاني، يُعتبر الأشخاص الذين يعانون من تضيق صمامي شديد مرشحين لاستبدال الصمام بمجرد ظهور الأعراض، أو عندما تتأثر وظائف القلب، ويحتاج المرضى الذين يعانون من تضيق أبهري معتدل إلى نوع آخر من الجراحات (مثل جراحة مجازة الشريان الإكليلي).

### قصور الأبهر
العديد من الأشخاص الذين يعانون من قصور الصمام الأبهري لا يصابون بأعراض حتى مضي سنوات عديدة من المرض، ويوصى باستبدال الصمام الأبهري عند وجود أعراض ضيق نفس، وفي الحالات التي يبدأ القلب فيها بالتضخّم، ومع زيادة حجم الدم الراجع عبر الصمام.

## أنواع الصمامات
يوجد نوعين أساسيين من صمامات القلب البديلة: الصمامات النسيجية (البدائل الحيوية)، والصمامات الميكانيكية.

### الصمامات النسيجية
عادة تُصنع صمامات القلب النسيجية من أنسجة حيوانية (طعم غيروي) التي تُلصَق على دعائم معدنية أو بوليميرية، من الشائع استخدام أنسجة الأبقار، ولكن يُصنع بعض البدائل من أنسجة الخنزير، تُستخدم البدائل النسيجية من أجل منع الرفض، والتكلّس.
طعم الصمام الأبهري الخيفي (أو الطعم المثلي) هو صمام أبهري من متبرع بشري، يؤخذ إما بعد وفاته، أو من القلب بعد خضوع المتبرع لعملية زرع قلب.
الطعم الذاتي الرئوي (أو ما يُعرَف بطريقة روس) يُستبدل خلاله الصمام الأبهري بالصمام الرئوي (صمام بين البطين الأيمن، والشريان الرئوي) للمريض نفسه، ويؤخذ طعم خيفي للصمام الرئوي (طعم مأخوذ من جثة) لوضعه مكان الصمام المأخوذ، نُفّذ هذا الإجراء لأول مرة في عام 1967 ويستخدم بشكل أساسي عند الأطفال، لأنه يسمح للصمام الرئوي الخاص بالمريض (الذي وُضع مكان الصمام الأبهري) بالنمو مع نمو الطفل.
قد تبقى الصمامات النسيجية وظيفية (عاملة) في القلب لمدة بين 10 إلى 20 سنة، لكنها تميل للتنكس بشكل أكبر عند المرضى الأصغر سنًا، والأبحاث ما تزال جارية لإيجاد طرق جديدة للحفاظ على الأنسجة لفترة أطول.

### الصمامات الميكانيكية
تُصنع الصمامات الميكانيكية من المواد الاصطناعية كالتيتانيوم، فهي أكثر متانة، وعادة ما تستمر من 20 إلى 30 سنة، ولكن خطر تشكل الجلطات يكون أعلى في حالة الصمامات الميكانيكية مقارنة مع الصمامات النسيجية، ولذلك يجب على الأشخاص الذين لديهم صمامات قلب ميكانيكية تناول أدوية مضادة للنخثر كالوارفارين مدى الحياة، مما يجعلهم أكثر عرضة للنزف. يمكن في بعض الأحيان سماع أصوات الصمام (غالبًا بشكل نقرات)، وقد يكون مزعجًا أحيانًا.

### اختيار الصمام
تشير الإرشادات إلى أنه يجب مراعاة عمر المريض، ونمط الحياة، والتاريخ الطبي عند اختيار الصمام. تتنكس الصمامات النسيجية بسرعة أكبر عند المرضى الصغار وأثناء الحمل، لكنها الأفضل بالنسبة للنساء اللواتي يرغبن في إنجاب أطفال، لأن الحمل يزيد من خطر جلطات الدم. عادة، يوضع الصمام الميكانيكي للمرضى الذين تقل أعمارهم عن 60 عامًا، في حين يوضع الصمام النسيجي للمرضى الذين تزيد أعمارهم عن 65 عامًا.

## الإجراء الجراحي
يُستبدل الصمام الأبهري بشكل تقليدي عبر بضع القص المتوسط، أي إجراء شق عبر قطع عظمة الصدر (القص)، وبمجرد فتح الغشاء الواقي حول القلب (التامور) يُقنّى المريض (قنونة الأبهر عبر وضع قناة في الشريان الأبهري، وقنونة وريدية بوضع قُنية وريدية أذينية تُدخَل من خلال الأذين الأيمن)، ويوضع المريض على مجازة قلبية رئوية، والتي تُعرف أيضًا بجهاز القلب الرئوي، تسمح هذه الآلة للمريض بالتنفس وضخّ الدم حول الجسم أثناء عملية استبدال الصمام.